# Бєлова Клавдія Василівна
Клавдія Василівна Бєлова (5 листопада 1914, Київ — ?) — українська волейболістка та тренерка. Майстер спорту СРСР з волейболу, заслужений тренер УРСР (1980).

## Життєпис
Закінчила Київський інститут фізичної культури. Клавдія Белова виступала за київські команди волейболу «Медик» та «Спартак». Першою серед українських волейболісток їй було присвоєне звання майстра спорту.
К. Бєлова — ініціаторка створення волейбольної секції, що привело до створення СК «Локомотив» (Київ). Ця волейбольна команда у майбутньому стала учасницею змагань вищої ліги СРСР, неодноразово ставала призеркою чемпіонату Союзу, а потім — чемпіонкою та призеркою чемпіонату України.
Клавдія Бєлова багато часу присвятила вихованню юних волейболістів. Виховала плеяду відомих волейболістів, серед яких:
- Ігор Жуков — чемпіон Спартакіади народів України, чемпіон Міжнародного спортивного союзу залізничників;
- Володимир Іванов — заслужений майстер спорту, чемпіон Олімпійських ігор, чемпіон Європи);
- Олександр Картузов — чемпіон Спартакіади народів України, чемпіон Міжнародного спортивного союзу залізничників;
- Оксана Носач — майстер спорту міжнародного класу, неодноразова призерка чемпіонату СРСР, володарка кубків СРСР, Швейцарії, Володарів кубків Європейських країн та Європейських чемпіонів;
- Юрій Панченко — заслужений майстер спорту, чемпіон Олімпійських ігор, чемпіон Світу та Європи, володар Кубку Світу;
- Борис Стрюков — неодноразовий володар Кубку України та чемпіон світу серед ветеранів (2000);
- Єлизавета Тищенко — дворазова срібна призерка Олімпійських ігор, триразова бронзова призерка чемпіонатів світу, срібна призерка Кубку світу, чотиразова чемпіонка та бронзова призерка чемпіонату Європи;
- Сергій Трофімов — чемпіон Укрради ДСТ «Буревісник» (1971), чемпіон ЦР «Зеніт», чемпіон Спартакіади народів України (1975), володар Кубку України серед ветеранів;
- Володимир Трофимов — срібний призер чемпіонату СРСР серед юнаків (1973), чемпіон України серед юнаків (1972), дворазовий володар Кубку України серед ветеранів;
- Володимир Шелудько — чемпіон Спартакіади народів України, чемпіон Міжнародного спортивного союзу залізничників;
- Оксана Щур — чемпіонка України серед дівчат (1980), призерка чемпіонату СРСР серед дівчат, неодноразова володарка Кубку України серед ветеранів, срібна призерка чемпіонату світу серед ветеранів (2000);
- В'ячеслав Ярошенко — чемпіон СРСР серед молоді (1966).